# Geancarlos Martínez
Geancarlos Martínez (Barcelona, 21 de maio de 1979) é um futebolista venezuelano que atua como goleiro. Atualmente está no Deportivo Italia do Venezuela.